# Pizzi Gemmelli
Pizzi Gemmelli to szczyt w paśmie Bergell, w Alach Retyckich. Leży w południowej Szwajcarii, w kantonie Gryzonia. Bezpośrednio na wschód leży Piz Cengalo, a na zachodzie Sciora di Dentro.